# Nobile di Parma
Nobile di Parma è una mostarda il cui ingrediente principale è costituito dalla pera nobile, un'antica pera coltivata già dal Settecento nell'area del Ducato di Parma e Piacenza.
Il nome "nobile" deriva dal fatto che fosse considerata molto pregiata e per questo destinata soprattutto alle tavole dei nobili.

## Storia
Fu durante l'Ottocento, con il governo della duchessa Maria Luisa d’Aburgo Lorena che gli abbinamenti agro dolci con questa pera e la sua trasformazione divennero parte integrante della cultura enogastronomica del territorio di Parma.
In particolare l'adozione di preparazioni dolci da abbinare a piatti sapidi sembra entri nell'uso in questo preciso periodo storico, proprio per l'influenza esercitata nel ducato di Parma e Piacenza dalla dominazione austriaca.

## Produzione
Considerata la difficile reperibilità di pera nobile, la produzione di Nobile di Parma è limitata.

## Denominazione
Nobile di Parma è un marchio tutelato e registrato a livello internazionale.

## Cucina
Nobile di Parma viene utilizzata come accompagnamento di formaggi stagionati, in particolare il Parmigiano Reggiano ma anche come base di ripieno per tortelli.
La si trova anche ad accompagnare le carni come i bolliti, in particolare con i tagli più grassi e sapidi.